# باغ‌وحش باکو
باغ‌وحش باکو یا به صورت رسمی باغ جانورشناسی باکو (ترکی آذربایجانی: Bakı Zooloji Parkı) باغ‌وحشی است به مساحت ۴٫۲۵ هکتار که در سال ۱۹۲۸ در شهر باکو پایتخت جمهوری آذربایجان افتتاح شده است؛ و در حال حاضر در حدود ۱٬۲۰۰ حیوان در ۱۶۸ گونه در آن نگهداری می‌شود. این باغ‌وحش متعلق یه «وزارت فرهنگ و گردشگری جمهوری آذربایجان» و «شهرداری باکو» است.

## نگارخانه

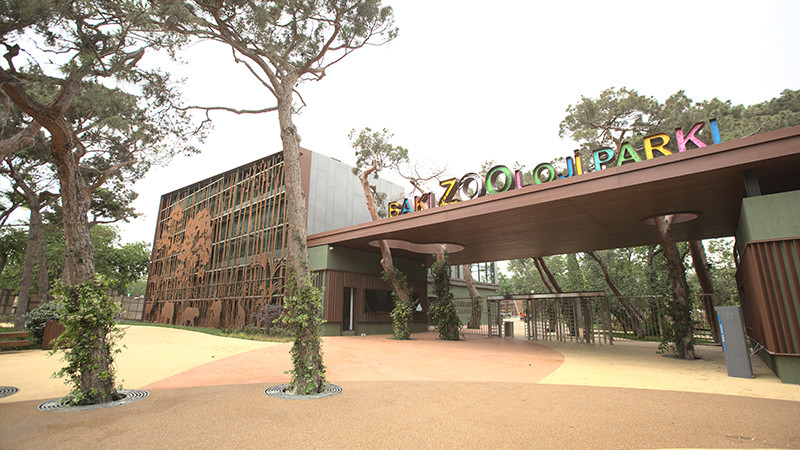
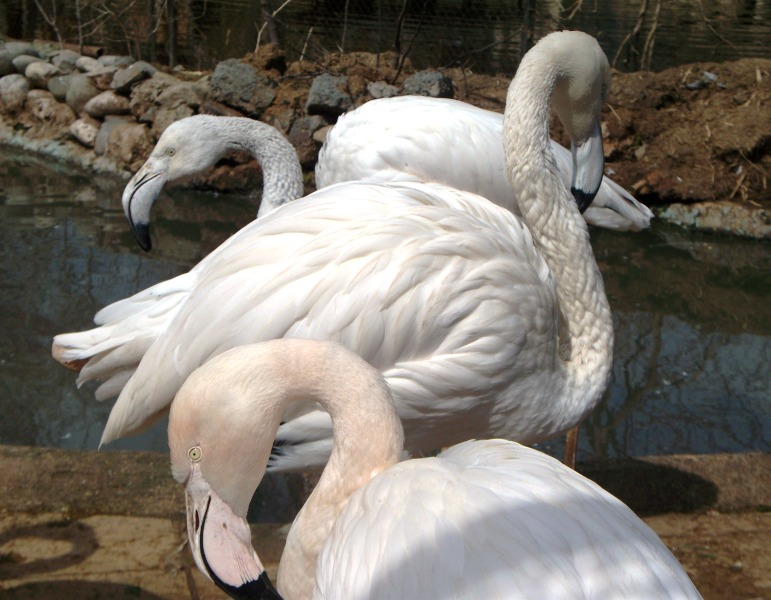